# Высокое (Брусиловский район)
Высо́кое (укр. Високе) — село на Украине, находится в Брусиловском районе Житомирской области.
Код КОАТУУ — 1820986003. Население по переписи 2001 года составляет 431 человек. Почтовый индекс — 12611. Телефонный код — 4162. Занимает площадь 2,716 км².

## Адрес местного совета
12614, Житомирская область, Брусиловский р-н, с.Ставище, ул.Садовая, 1